# Marc Monnier
Marc Monnier, cuyo nombre completo era Marc-Charles-François Monnier  (Florencia, 7 de diciembre de 1827-Ginebra, 18 de abril de 1885), fue un escritor francés.

## Biografía
Nació en Florencia, hijo de padre francés y madre ginebrina. Se educó en Nápoles y estudió más tarde tanto en París como en Ginebra; completó sus estudios en Heidelberg y Berlín. Comenzó a ejercer de profesor de literatura comparada en Ginebra y llegó a ser vicerrector de la universidad. Allí falleció el 18 de abril de 1885.

## Obra
Escribió una serie de esbozos cortos, satíricos y dramáticos que se reunieron en Théâtre de marionettes (1871), así como varios trabajos sobre la historia italiana, una traducción del Fausto de Goethe e historias, siendo la más notable de ellas Nouvelles napolitaines (1879). El primer volumen de su Histoire de la littérature moderne, titulado La Renaissance, de Dante a Luther (1884), fue premiado por la Academia Francesa.